# Lebanon, New Jersey
Lebanon är en ort i Hunterdon County i delstaten New Jersey, USA.